# E. Raymond Hall
Eugene Raymond Hall (* 11. Mai 1902 in Imes, Kansas; † 2. April 1986 in Lawrence, Kansas), in Publikationen meist E. Raymond Hall zitiert, war ein US-amerikanischer Mammaloge.

## Leben
Hall war das einzige Kind von Wilbur Downs und Susan Effie Hall, geborene Donovan. Er wuchs auf einer Farm in LeLoup, Franklin County, auf und sammelte seine ersten Naturerfahrungen als Pelztierjäger. Halls frühe Schulbildung fand in Kansas statt. Während seines dritten Lehrjahres an der High School lebte die Familie in Yakima, Washington, wo sie Obstanbau betreiben wollte. Die Rezession im Nordwesten zwang sie jedoch nach Kansas zurückzukehren, wo Hall die Lawrence High School absolvierte. Anschließend schrieb er sich für ein Zoologie-Studium an der University of Kansas ein. Während seiner Studienzeit schoss er einen Goldflügel-Waldsänger, was sich als erster Nachweis dieser Art in Kansas herausstellte und 1921 zu seinem ersten Artikel in der Fachzeitschrift The Auk führte. Hall hatte auch ein Interesse an der Paläontologie und wollte sich auf diesem Gebiet spezialisieren, wobei er von Remington Kellogg, einem Mitarbeiter des U.S. Bureau of Biological Survey (Vorläufer des United States Fish and Wildlife Service), beeinflusst wurde. 1924 schrieb er sich an der University of California, Berkeley ein, wo er 1925 einen Master-Abschluss erwarb und 1928 mit der Dissertation A systematic revision of the weasels of the Americas unter der Leitung des Zoologen und Naturforschers Joseph Grinnell zum Ph.D. promoviert wurde.
1927 wurde Hall zum Kurator der Säugetiere am Museum of Vertebrate Zoology ernannt, eine Position, die er bis 1944 innehatte. Während dieser Zeit führte er umfangreiche Feldstudien an Säugetieren in Nevada durch, über die er 1946 das Standardwerk The Mammals of Nevada veröffentlichte. Hall war von 1938 bis 1944 geschäftsführender Direktor des Museum of Vertebrate Zoology. 1944 kehrte er nach Kansas zurück, wo er bis zu seiner Pensionierung im Jahr 1967 als Vorsitzender der Abteilung für Zoologie und Direktor des University of Kansas Natural History Museum tätig war. 1958 wurde er zum Summerfield Distinguished Professor an der University of Kansas ernannt. Nach der offiziellen Pensionierung widmete er sich der Forschung und der Autorentätigkeit. Dies wurde 1983 durch einen Herzinfarkt und eine Bypass-Operation verlangsamt.
Halls Bibliographie umfasst nahezu 350 Titel, wobei das 1958 erschienene zweibändige Werk The Mammals of North America als sein bedeutendstes Buch angesehen wird. Es wurde 1981 von Hall in alleiniger Autorenschaft überarbeitet und neu aufgelegt. 1951 erschien das Buch American Weasels, in dem die Anzahl der nordamerikanischen Wieselarten von ehemals 30 auf drei valide Arten begrenzt wurde. Neben zahlreichen Nagetierunterarten beschrieb Hall das Alaska-Murmeltier (Marmota broweri), die Sankt-Lorenz-Rotzahnspitzmaus (Sorex jacksoni), die Kubanische Gelbfledermaus (Lasiurus insularis), das Gezierte Mausohr (Myotis elegans) sowie die ausgestorbene Skunkgattung Martinogale. 1984 erschien Halls letzte Studie Geographic Variation among Brown and Grizzly Bears (Ursus arctos) in North America, in der er die Taxonomie der nordamerikanischen Braunbären grundlegend änderte und die Anzahl von 96 Taxa auf acht Unterarten begrenzte.
Hall war Mitglied der American Society of Mammalogists, wo er von 1944 bis 1946 als Präsident fungierte. 1964 wurde er zum Ehrenmitglied gewählt.
1924 heiratete Hall Mary Frances Harkey. Das Paar hatte drei Söhne, von denen jeder Wissenschaftler wurde.